# Lucio Nicoletto
Lucio Nicoletto (Este, 18 agosto 1972) è un vescovo cattolico e missionario italiano, dal 13 marzo 2024 vescovo prelato di São Félix.

## Biografia
Lucio Nicoletto è nato ad Este, in provincia e diocesi di Padova, il 18 agosto 1972. Nel 1981 si è trasferito con la famiglia a Ponso.

### Formazione e ministero sacerdotale
Dal 1983 al 1987 ha frequentato la scuola "Manfredini" di Este, gestita dai salesiani. Il 14 settembre 1987 è entrato nel seminario minore di Tencarola e il 28 settembre 1992 è stato ammesso al seminario maggiore di Padova per studiare filosofia e teologia presso la sede di Padova della Facoltà teologica dell'Italia settentrionale.
Il 25 ottobre 1997 è stato ordinato diacono e il 7 giugno 1998 presbitero per la diocesi di Padova da monsignor Antonio Mattiazzo. In seguito è stato nominato vicario parrocchiale della parrocchia di San Michele Arcangelo a Selvazzano Dentro, alla periferia della città di Padova. Vi è rimasto fino al settembre del 2001, quando è diventato animatore diocesano per le vocazioni sacerdotali e grazie a questo incarico è entrato a far parte dell'equipe educativa del seminario minore. Ha frequentato inoltre il corso di formazione psicopedagogica con i salesiani di Mogliano Veneto.
Nel maggio del 2005 è stato destinato alle missioni diocesane in Brasile, nella diocesi di Duque de Caxias. Dal 2006 ha prestato servizio nella parrocchia di Vilar dos Teles, nel comune di São João de Meriti.
Nel febbraio del 2007 ha seguito la formazione dei seminaristi della diocesi presso il seminario interdiocesano di Nova Iguaçu, proseguendo il suo impegno pastorale a Vilar dos Teles. Nell'agosto del 2009 è stato nominato direttore spirituale del seminario di Nova Iguaçu e vicario parrocchiale della parrocchia della cattedrale di Sant'Antonio a Duque de Caxias. Nello stesso anno ha iniziato a frequentare la Escola de Formadores a San Paolo.
Oltre a questi servizi, è stato anche membro del consiglio diocesano per la formazione iniziale e permanente del clero e del diaconato permanente. Nel 2011 è stato nominato rettore del seminario diocesano di Duque de Caxias, responsabile diocesano del settore giovanile e assistente spirituale per la pastorale giovanile e per il movimento del Rinnovamento carismatico cattolico.
Dal 2012 al 2015 è stato anche vicario parrocchiale della parrocchia di Xerém. Nel marzo del 2016 ha conseguito la licenza in teologia biblica presso la Pontifícia Università Cattolica di Rio de Janeiro.
Dal 2005 al 2016 è stato anche membro del collegio dei consultori della diocesi di Duque de Caxias.
Nello stesso anno ha lasciato la diocesi di Duque de Caxias per aprire, il 27 giugno dello stesso anno, la missione di Padova nella diocesi di Roraima, assumendo la guida della parrocchia di Caracaraí. Nell'aprile del 2018 è divenuto responsabile diocesano della catechesi e del progetto di iniziazione alla vita cristiana, partecipando così ai lavori del consiglio presbiterale.
Nel gennaio del 2019 ha ricevuto dal vescovo di Padova l'autorizzazione a restare ancora per qualche tempo nella diocesi di Roraima, dove il 3 agosto dello stesso anno ha assunto l'incarico di vicario generale. Il 3 maggio 2022 il collegio dei consultori lo ha eletto amministratore diocesano di Roraima, incarico che ha mantenuto fino al 25 marzo 2023, giorno dell'ingresso in diocesi del nuovo vescovo Evaristo Pascoal Spengler.

### Ministero episcopale
Il 13 marzo 2024 papa Francesco lo ha nominato vescovo prelato di São Félix; è succeduto a monsignor Adriano Ciocca Vasino. Ha ricevuto l'ordinazione episcopale il 1º giugno successivo nella basilica cattedrale di Santa Maria Assunta a Padova dall'arcivescovo metropolita di Cuiabá Mário Antônio da Silva, co-consacranti il vescovo di Padova Claudio Cipolla, l'arcivescovo-vescovo emerito della stessa diocesi Antonio Mattiazzo e il cardinale Leonardo Ulrich Steiner, arcivescovo metropolita di Manaus. Ha preso possesso della prelatura territoriale il 30 dello stesso mese.

## Genealogia episcopale
La genealogia episcopale è:
- Cardinale Scipione Rebiba
- Cardinale Giulio Antonio Santori
- Cardinale Girolamo Bernerio, O.P.
- Arcivescovo Galeazzo Sanvitale
- Cardinale Ludovico Ludovisi
- Cardinale Luigi Caetani
- Cardinale Ulderico Carpegna
- Cardinale Paluzzo Paluzzi Altieri degli Albertoni
- Papa Benedetto XIII
- Papa Benedetto XIV
- Papa Clemente XIII
- Cardinale Marcantonio Colonna
- Cardinale Giacinto Sigismondo Gerdil, B.
- Cardinale Giulio Maria della Somaglia
- Cardinale Carlo Odescalchi, S.I.
- Cardinale Costantino Patrizi Naro
- Cardinale Lucido Maria Parocchi
- Papa Pio X
- Cardinale Gaetano De Lai
- Cardinale Raffaele Carlo Rossi, O.C.D.
- Cardinale Amleto Giovanni Cicognani
- Arcivescovo Carmine Rocco
- Vescovo Conrado Walter, S.A.C.
- Arcivescovo Mauro Aparecido dos Santos
- Arcivescovo Mário Antônio da Silva
- Vescovo Lucio Nicoletto